# Кропивницька школа-ліцей № 19
Комунальний заклад “Гімназія “Ерудит” Кропивницької міської ради (раніше Навчально-виховне об'єднання «Кропивницька загальноосвітня школа І-ІІ ступенів — ліцей № 19 — позашкільний центр» Кропивницької міської ради) — навчальний заклад м. Кропивницький. Профілі навчання: іноземна філологія, математика. Ліцей доступний для інклюзивного навчання.
Кількість класів: 27, з них
- початкових — 12,
- в основній школі — 13,
- ліцейних — 2[2].

## Директори
- Саржевський
- Шаров Юрій Михайлович

## Рейтинг гімназії серед шкіл Кропивницького за результатами ЗНО
- 2017 — 23 місце[3].
- 2018 — 14 місце[4].
- 2019 — 12 місце[5].
- 2020 — 17 місце[6].
- 2021 — 16 місце[7].

## Медалісти
У 2021 році випускники Аліна Збаржевецька та Дар'я Ніколенко отримали медалі.

## Випускники
- Юрій Бондарчук — кандидат економічних наук.
- Альона Донцова — працює у Лабораторії реактивного руху NASA у відділі управління персоналом[9].
- Олександр Златопольський — доктор економічних наук.
- Анна Церна — кандидат філологічних наук.
- Андрій Шматуха — доктор фізико-математичних наук.

### Електронні ресурси ліцею
- Попередній офіційний сайт [Архівовано 8 травня 2021 у Wayback Machine.]
- Офіційний сайт
- Сторінка на Фейсбуці
- Сторінка в Інстаграм

### Інші електронні ресурси
- Педагоги школи на освітньому просторі «На Урок» [Архівовано 24 вересня 2021 у Wayback Machine.]